# Ding Junhui
Ding Junhui (1 de abril de 1987) é um jogador profissional de snooker. Nasceu em Yixing, na província de Jiangsu, na República Popular da China. Atualmente reside no Reino Unido. De carreira algo irregular, atingiu na sua quinta temporada como profissional as 100 tacadas centenárias, um recorde que partilha com Ronnie O'Sullivan.

## Carreira
Começou a jogar snooker com apenas 9 anos de idade. Em 2003 foi considerado o jogador numero 1 da China.
Em Fevereiro de 2004 participou nos Masters em Londres, tendo terminado a sua participação na 2ª ronda, perdendo por 6-5 com Stephen Lee. Mesmo assim a sua performance fez com que os comentadores o considerassem como um futuro campeão mundial.
Em Março de 2005, com 18 anos, ganhou o Open da China, ao ganhar na final a Stephen Hendry.
Em 20 de Agosto de 2006 ganhou o Troféu da Irlanda do Norte, ganhando a Ronnie O'Sullivan por 9-6 na final. Com esta vitória tornou-se no 5º melhor jogador de snooker de 2006.

## Torneios
Venceu até 2016 um total de 12 torneios a contar para o ranking mundial.

## Eventos
- Open da China - 2005
- Campeonato do Reino Unido - 2005
- Troféu da Irlanda do Norte - 2006